# Super Ser (equipo ciclista)
Super Ser fue un equipo ciclista español que compitió profesionalmente entre 1975 y 1976. 

## Historia
El equipo fue fundado por el exciclista y empresario navarro Ignacio Orbaiceta, quien era el propietario de la marca de estufas y frigoríficos Super Ser. Tuvo como jefe de filas a Luis Ocaña. Su éxito más importante fue la victoria final de Agustín Tamames en la Vuelta a España 1975.
En el palmarés del equipo figura también la victoria de etapa con mayor ventaja de la historia del Tour de Francia. El récord fue establecido en 1976 por José Luis Viejo, quien llegó a meta 22 minutos y 50 segundos antes que el segundo clasificado.
Después de dos temporadas de actividad, el equipo profesional se disolvió al término de la Volta a Cataluña 1976 por problemas económicos, aunque mantuvo actividad con equipos amateurs.

## Corredor mejor clasificado en las Grandes Vueltas
| Año  | Giro de Italia | Tour de Francia          | Vuelta a España     |
| ---- | -------------- | ------------------------ | ------------------- |
| 1975 | -              | 10.º Pedro Torres Cruces | 1.º Agustín Tamares |
| 1976 | -              | 14.º Luis Ocaña          | 2.º Luis Ocaña      |

## Principales resultados
- Vuelta a Aragón: Agustín Tamames (1975), Javier Elorriaga (1976)
- Vuelta a Asturias: Santiago Lazcano (1976)

### En las grandes vueltas
- Vuelta a España
  - 2 participaciones (1975, 1976)
  - 5 victorias de etapa:
    - 5 en 1975: Agustín Tamames

  - 1 clasificación final:
    - Agustín Tamames (1975)

- Tour de Francia
  - 2 participaciones (1975, 1976)
  - 1 victoria de etapa:
    - 1 en 1976: José Luis Viejo Gómez

- Giro de Italia
  - 0 participaciones